# Limnonectes visayanus
Espèce
Synonymes
- Rana macrodon visayanus Inger, 1954

Statut de conservation UICN

 NT  : Quasi menacé
Limnonectes visayanus est une espèce d'amphibiens de la famille des Dicroglossidae.

## Répartition
Cette espèce est endémique des îles du centre des Philippines. Elle se rencontre aux îles Dinagat, à Leyte, à Bohol, à Siquijor, à Cebu, à Masbate, à Negros et à Panay.

## Description
Le mâle holotype mesure 80,1 mm.

## Étymologie
Son nom d'espèce lui a été donné en référence au lieu de sa découverte, les Visayas.

## Publication originale
- Inger, 1954 : Systematics and zoogeography of Philippine Amphibia. Fieldiana, Zoology, vol. 33, no 4, p. 183-531 (texte intégral).